# Дік Гембл
Річард Френк Гембл (англ. Richard Frank "Dick" Gamble, нар. 16 листопада 1928, Монктон — пом. 22 березня 2018, Піттсфорд, Нью-Йорк) — канадський хокеїст, що грав на позиції крайнього нападника. Володар Кубка Стенлі.

## Ігрова кар'єра
Професійну хокейну кар'єру розпочав 1946 року.
Протягом професійної клубної ігрової кар'єри, що тривала 25 років, захищав кольори команд «Монреаль Канадієнс», «Чикаго Блекгокс», «Торонто Мейпл-Ліфс» та низки інших команд нижчих північноамериканських ліг.
У 1953 році, граючи за команду «Монреаль Канадієнс», став володарем Кубка Стенлі.
Загалом провів 209 матчів у НХЛ, включаючи 14 ігор плей-оф Кубка Стенлі.

## Нагороди
- Володар Кубка Стенлі (1953).

- Володар Нагороди Леса Каннінгема (1966).

- Володар Трофея Джона Б. Солленбергера (1966).